# Elephants Dream
Elephants Dream (codenaam: Orange) is een animatiefilm gemaakt met behulp van de computer door gebruik te maken van opensourceprogramma's. De film ging op 24 maart 2006 in première. De productie van de film begon in september 2005. Hij is onder de naam Orange ontwikkeld door een team van zeven kunstenaars en animatoren van over de hele wereld. De film heette Machina voordat hij Elephants Dream werd genoemd.

## Overzicht

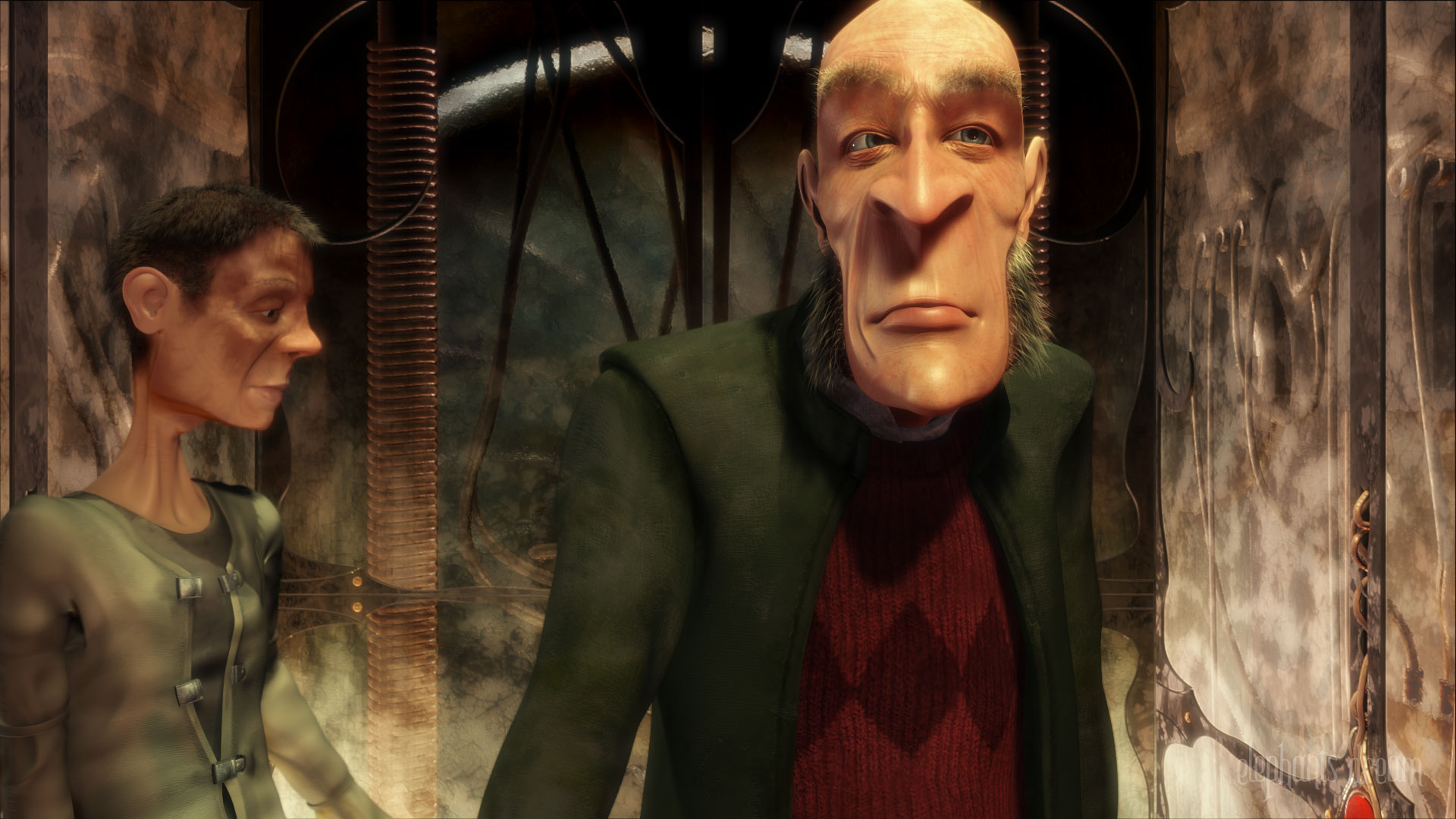
Een frame uit de film die de belangrijkste personages Emo en Proog laat zien.

De film is in mei 2005 aangekondigd door Ton Roosendaal, de voorzitter van de Blender Foundation en de hoofdontwikkelaar van het programma Blender. Blender is een 3D-vormgever, animeer- en renderprogramma. Blender is het belangrijkste programma dat gebruikt is om de film te maken. Het project is financieel gesteund door de Blender Foundation en de Netherlands Media Art Institute. De Blender Foundation heeft veel van haar inkomsten verkregen door de voorverkoop van dvd's. Iedereen die een dvd heeft besteld voor 1 september 2005 wordt genoemd in de aftiteling van de film. Het grootste deel van de benodigdheden die nodig waren voor het renderen van de film is gedoneerd door de BSU Xseed, een op 2,1 teraflops Apple Xserve G5 gebaseerde supercomputer op de Bowie State University.
Het doel van de film is hoofdzakelijk de mogelijkheden van opensourcesoftware te laten zien en te demonstreren wat er mogelijk is met zulke programma's met het oog op het produceren van goede kwaliteitsfilms.
Tijdens de ontwikkeling van de film zijn bepaalde nieuwe eigenschappen aan Blender toegevoegd zoals haar en fur rendering speciaal voor het project.
De inhoud van de film is uitgebracht onder de Creative Commons Attribution license zodat het publiek ervan kan leren en het mag gebruiken op de manier die men wenst. De dvd-serie bevat de NTSC- en PAL-versies van de film op afzonderlijke schijfjes, een highdefinitionvideoversie als computerbestand en al de productiebestanden.
De film is op 18 mei 2006 uitgebracht via BitTorrent, inclusief alle ontwikkelingsbestanden.

## Samenvatting
Elephants Dream is een korte film. De belangrijkste personages zijn Emo (een jonge trompettist) en Proog (een verwarde - of toch niet? - werker), zij zijn beide gegrepen door hun eigen wereld. Op een bepaald moment kruisen ze elkaars wegen. De excentrieke Proog probeert voorzichtig zijn jonge vriend Emo naar zijn wereld te trekken. Zodra Emo zich realiseert dat Proog hem zijn ideeën wil opleggen, zorgt dit voor een conflict. Maar kan Emo overleven in Proogs wereld? En kunnen ze over hun conflicten heen komen of zullen ze beiden hun eigen weg in het leven gaan? De film speelt zich af in een vreemde wereld die bestaat uit een sombere woestenij en een enorme hoeveelheid kabels en andere buitenaardse landvormen, een levende typemachine, een enorme liftschacht, en vooral ook een groot aantal vreemde vogels.

## Cast
- Tygo Gernandt - Proog
- Cas Jansen - Emo

## Gebruikte software en programma's
- Blender
- CinePaint
- GIMP
- OpenEXR
- Python
- Reaktor (propriëtaire software)
- Seashore
- Subversion
- Twisted
- Verse protocol